# Памятник Александру Сергеевичу Пушкину (Харьков)
Па́мятник А. С. Пушкину в Ха́рькове (укр. Пам'ятник Олександру Пушкіну) — бывший памятник, бронзовый бюст поэту А. С. Пушкину в Харькове, который был на площади Поэзии со стороны её выхода на улицу Пушкинскую. Сооружён в мае 1904 года, демонтирован 9 ноября 2022 года. Скульптор Б. В. Эдуардс.

## История памятника

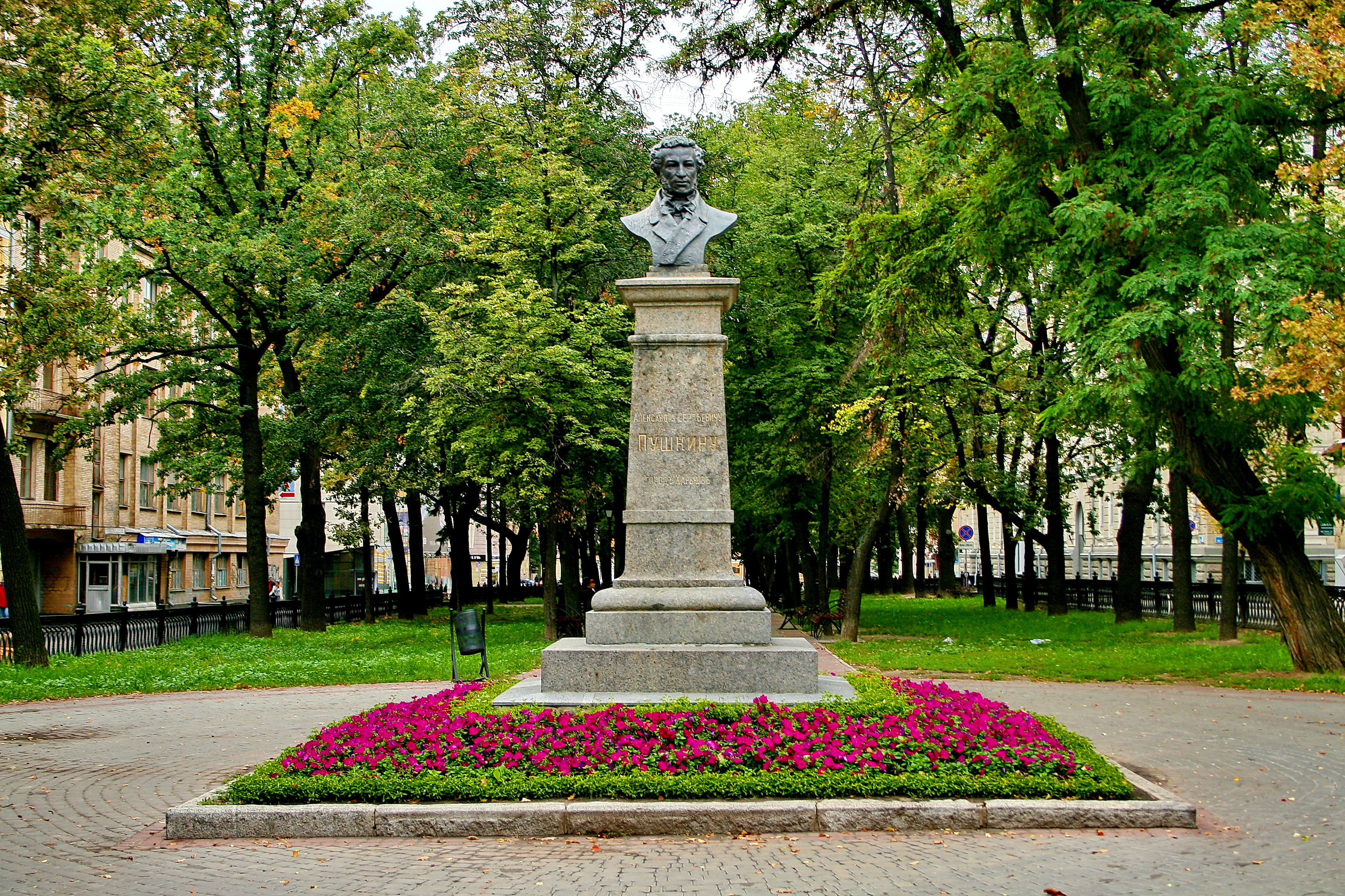
Памятник А. С. Пушкину

100-летний юбилей со дня рождения Пушкина, отмечавшийся в 1899 году, праздновался в Российской империи с большим размахом. В честь этого события улица Немецкая в Харькове была переименована и стала Пушкинской. Было принято решение и о сооружении памятника Пушкину. Средства на это в городской казне удалось изыскать не сразу, так что памятник появился лишь через пять лет. Автором бюста являлся скульптор Б. В. Эдуардс.
Сначала было принято решение установить памятник на Сергиевской площади, но городское общественное управление и общественность настояли на установке памятника в центре города. В итоге памятник был установлен в начале Театрального сквера. Открытие памятника состоялось в мае 1904 года.
Через пять месяцев после установки памятника, в ночь на 31 октября 1904 года, на волне предреволюционных событий активисты группы «Оборона Украины», созданной на базе партии УНП по инициативе украинского националистического политического деятеля Николая Михновского, попытались взорвать памятник.
В результате взрыва бюст не пострадал, откололась только часть постамента. При этом в домах, которые примыкали к площади Поэзии, взрывной волной повыбивало стёкла.
В годы Второй мировой войны во время оккупации Харькова немецкими войсками в 1941-1943 годах памятник не пострадал и оставался на своём месте. 9 ноября 2022 г. бюст был украинскими властями демонтирован с постамента.

## Композиция памятника
Сооружение представляло собой бронзовый бюст поэта на четырёхгранном гранитном, расширяющемся книзу, постаменте.